# Jogo eletrônico de sobrevivência
Jogo de sobrevivência é um subgênero de jogos eletrônicos de ação que geralmente libera o jogador com os mínimos recursos possíveis em um mapa de mundo aberto hostil, e exige que ele colete recursos, colete armas, ferramentas e abrigos, e sobreviva o quanto puder. Muitos jogos de sobrevivência são baseados em ambientes gerados aleatoriamente ou proceduralmente, e  geralmente não têm um "fim" ou objetivos definidos.

## História
O jogo considerado como primeiro exemplo do gênero de sobrevivência é UnReal World, criado por Sami Maaranen em 1992 e que ainda continua a ser atualizado. O game segue o estilo roguelike, usando gráficos ASCII que os computadores eram capazes de rodar na época, e colocando o jogador em rigorosas condições na Finlândia durante a Idade do Ferro. Diferentemente dos  roguelikes tradicionais onde há uma meta a alcançar, a única meta de UnReal World‍ é sobreviver o maior tempo possível contra criaturas selvagens e perigos criados pela nevasca. Wurm Online também é considerado um predecessor dos jogos de sobrevivência . Assim como um MMORPG, o jogo define os jogadores como personagens num ambiente medieval, permitindo-os modificar o solo, criar construções, e produzir efetivamente seus próprios reinos. Inicialmente desenvolvido em 2003 por Rolf Jansson e Markus Persson, e apesar de Persson sair por volta de 2007, o game continua a ser operado e estendido até o presente.
Persson tornou-se fundamental no desenvolvimento de Minecraft, o título considerado ser o grande responsável por popularizar o gênero de sobrevivência. Desde suas primeiras versões públicas 2009, o Minecraft foca em coleta de recursos e fabricação em um mundo gerado proceduralmente, e requer que o jogador defenda a si mesmo durante os ciclos de noite enquanto gerencia a exploração de recursos.
Outro título-chave para os jogos de sobrevivência  é DayZ. Foi originalmente lançado como um mod de ARMA 2 em 2012, mas devido a sua popularidade, foi expandido como jogo independente. O jogo define os jogadores num mundo após o apocalipse zumbi, requerendo que os players evitem hordas de zumbis enquanto fazem uma varredura em restos da civilização humana em busca de recursos.
Como resultado do sucesso financeiro de Minecraft e DayZ, o gênero de sobrevivência  ganhou inúmeros títulos de 2012 em diante. Alguns consideraram que o mercado tornou-se saturado com muitos títulos com base no mesmo cenário pós-apocalíptico, clones de títulos mais populares, e títulos lançado como uma tentativa de fazer dinheiro rápido com modelos de acesso antecipado.